# Си ла Комин
Си ла Комин (фр. Cys-la-Commune) насеље је и општина у североисточној Француској у региону Пикардија, у департману Ен (Пикардија) која припада префектури Соасон.
По подацима из 2011. године у општини је живело 154 становника, а густина насељености је износила 35,08 становника/km². Општина се простире на површини од 4,39 km². Налази се на средњој надморској висини од 66 метара (максималној 177 m, а минималној 44 m).

## Демографија
| 1962. | 1968. | 1975. | 1982. | 1990. | 1999. | 2011. |
| ----- | ----- | ----- | ----- | ----- | ----- | ----- |
| 132   | 144   | 126   | 127   | 120   | 127   | 154   |

График промене броја становника у току последњих година